# Mont Nagi
Le mont Nagi (那岐山, Nagi-san) est une montagne située à la limite entre les villes de Chizu, dans la préfecture de Tottori et Nagi dans la préfecture d'Okayama au Japon. L'autre lecture du kanji de cette montagne est  Nagisen.

## Toponymie
Il existe deux versions relativement à l'origine du nom « Nagi ». L'une veut que le mont soit ainsi nommé parce que c'est l'endroit où sont descendus du ciel Izanagi no Mikoto et Izanami no Mikoto, un des plus importants couples de divinités de la mythologie japonaise. L'autre version prétend que la montagne a pleuré (naku en japonais) lorsqu'elle a compris qu'elle était moins haute que le mont Ushiro.

## Géographie
Avec le mont Hyōno et le mont Ushiro, le mont Nagi constitue une importante partie du parc quasi national Hyōnosen-Ushiroyama-Nagisan.
Le mont Nagi, qui est un monadnock typique des monts Chūgoku, est la quatrième montagne la plus élevée de la préfecture d'Okayama.
Avec le mont Taki, à l'ouest du mont Nagi, la région environnante est un important centre de l'école shugendo.

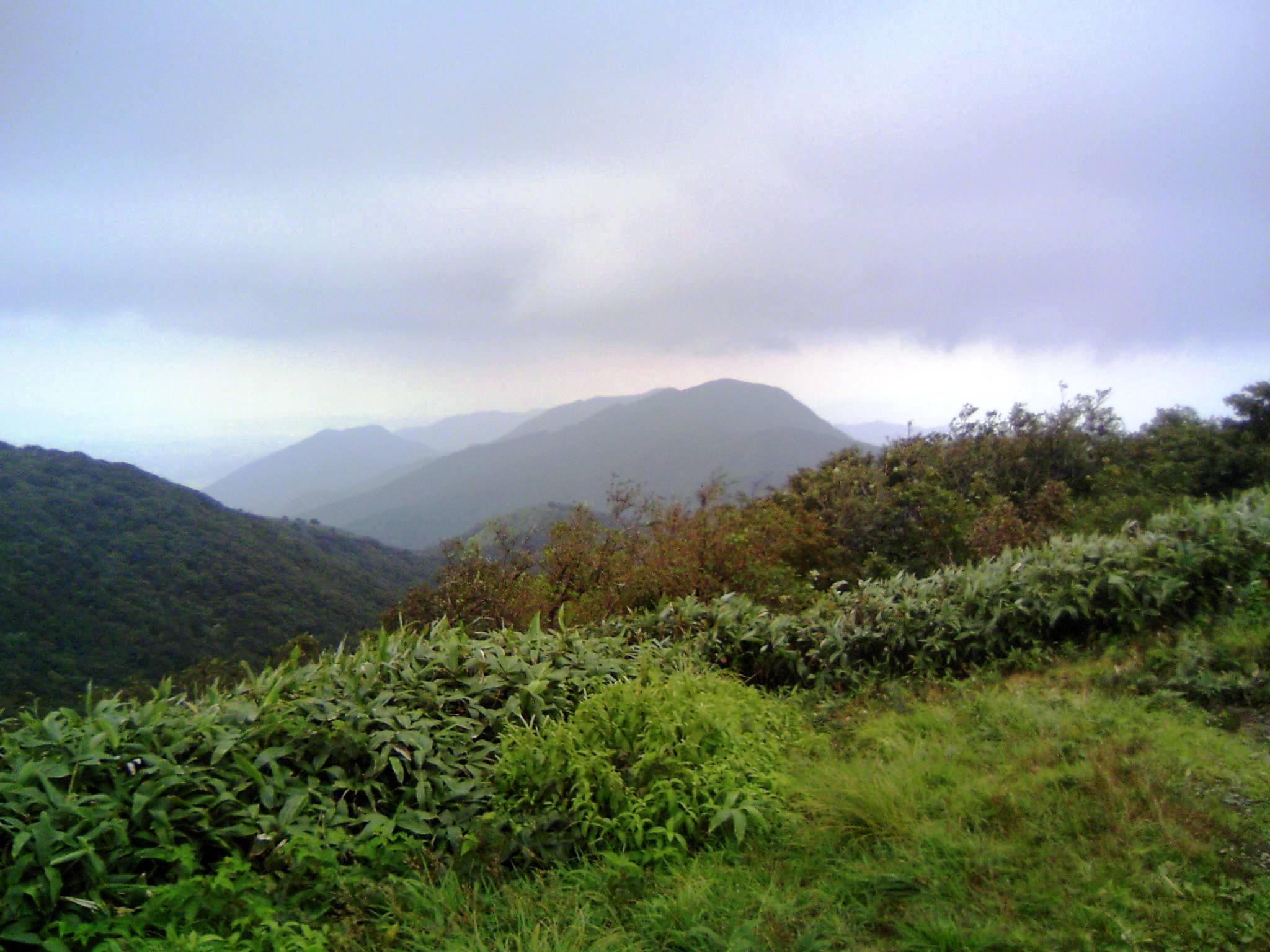
Vue du Takisan depuis le Nagisan.
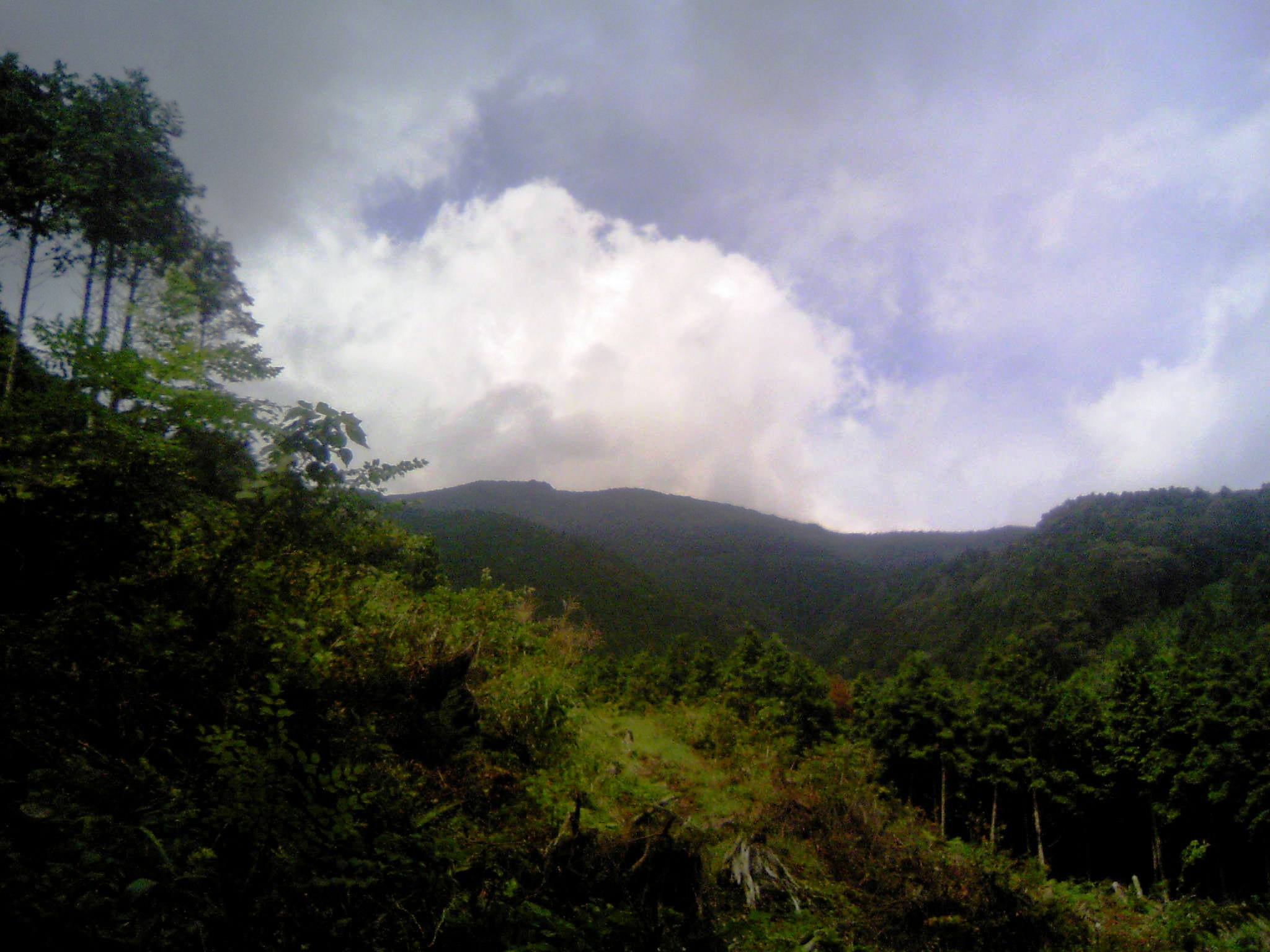
Vue du Nagisan depuis le milieu de la montagne.
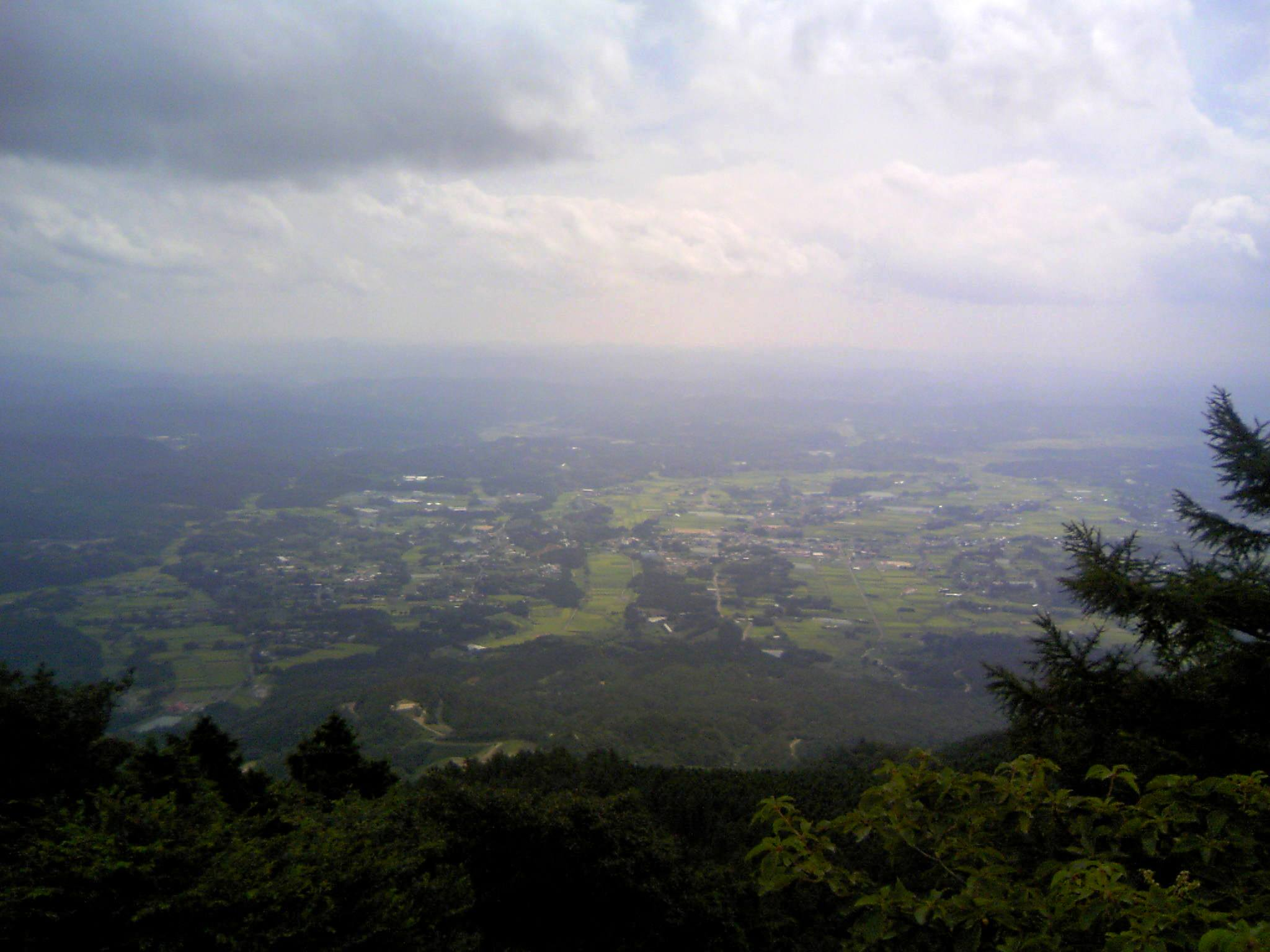
Vue de la plaine de Nihonbara depuis le Nagisan.